# 天恩路
天恩路（英語：Tin Yan Road），位於元朗區天水圍的東部，與天城路並行，是一條北行單向道路。

## 歷史
天恩路與天城路一樣，是天水圍新市鎮的早期道路，不同的是，天恩路只有單向行車，早期只有輕鐵舊天水圍總站（今天榮站）一段，環繞舊天水圍總站及天水圍市中心總站。政府在興建輕鐵天水圍支線（第四期）時才擴建天恩路，延長至天城路與天祥路交界處。

## 交匯道路
- 天城路
- 天城路
- 天祥路